# Solca
Solca é uma cidade da Roménia com 4.687 habitantes, localizada no judeţ (distrito) de Suceava.